# Vládní obvod Tübingen
Vládní obvod Tübingen (německy Regierungsbezirk Tübingen) je jeden ze čtyř vládních obvodů spolkové země Bádensko-Württembersko v Německu. Nachází se zde jeden městský okres a osm zemských okresů. Hlavním městem je Tübingen. V roce 2020 zde žilo 1 867 424 obyvatel.

## Městský okres
- Ulm

## Zemské okresy
1. Alba-Dunaj (Alb-Donau-Kreis)
2. Biberach
3. Bodamské jezero (Bodenseekreis)
4. Ravensburg
5. Reutlingen
6. Sigmaringen
7. Tübingen
8. Zollernalb (Zollernalbkreis)